# Condé-lès-Herpy
Condé-lès-Herpy è un comune francese di 194 abitanti situato nel dipartimento delle Ardenne nella regione del Grand Est.

## Società

### Evoluzione demografica
Abitanti censiti